# Wiebach (Wupper)
| Zuläufe und Bauwerke \| Wiebach \| Wiebach \| Wiebach \| \| ----------------- \| ------- \| ----------------------- \| \| Legende \| \| \| \| Radevormwald \| \| Radevormwald \| \| \| \| \| \| \| \| Hückeswagen \| \| \| \| \| \| \| \| Hölter Siepen \| \| \| \| Laaker Delle \| \| \| \| Hagelsiepen \| \| Hölterhofer Bach \| \| \| \| \| \| \| \| \| \| Kirchsiepen Bach \| \| \| \| \| \| \| \| Landwehrsiepen \| \| \| \| Markdelle \| \| \| \| \| \| \| \| Berger Delle \| \| \| \| Vormwalder Bach \| \| Ackersiepen \| \| \| \| \| \| Ressiepen Bach \| \| Wiebach-Vorsperre \| \| \| \| Ispingrader Bach \| \| Oberhombrechener Siepen \| \| \| \| \| \| Wuppertalsperre \| \| \| \| Wupper \| \| \| |  |                         |
| Wiebach |  |                         |
| Legende |  |                         |
| Radevormwald |  | Radevormwald            |
| |  |                         |
| |  | Hückeswagen             |
| |  |                         |
| |  | Hölter Siepen           |
| |  | Laaker Delle            |
| |  | Hagelsiepen             |
| Hölterhofer Bach |  |                         |
| |  |                         |
| |  | Kirchsiepen Bach        |
| |  |                         |
| |  | Landwehrsiepen          |
| |  | Markdelle               |
| |  |                         |
| |  | Berger Delle            |
| |  | Vormwalder Bach         |
| Ackersiepen |  |                         |
| |  | Ressiepen Bach          |
| Wiebach-Vorsperre |  |                         |
| Ispingrader Bach |  | Oberhombrechener Siepen |
| |  |                         |
| Wuppertalsperre |  |                         |
| Wupper |  |                         |

Der Wiebach ist ein rechter Zufluss der Wupper und mündet heute – angestaut durch die Wiebach-Vorsperre – in die Wuppertalsperre.
Er entspringt wenige Meter nordöstlich der Ortschaft Ispingrade. Er fließt dann größtenteils durch ein Waldgebiet weiter und mündet schließlich nach knapp zwei Kilometern in die Wupper.
Der Bach wurde erstmals 1773 als Wiedbach schriftlich erwähnt. Das Bestimmungswort des Namens leitet sich vom altsächsischen Wort widu für „Wald“ ab.
Das nach dem kleinen Wasserlauf benannte Wiebachtal war seit Ende des 19. Jahrhunderts ein beliebtes Wander- und Ausflugsgebiet und wurde auf vielen Postkarten festgehalten. Bekannt und berühmt waren die Himmelswiese und die Wiebachmühle, die von den Naherholungssuchenden oft aufgesucht wurden. Es gab dort auch ein Kupferbergwerk, die Carolinagrube.
Auf der südlichen Seite verlief entlang dem Bach von der Wupper bis zur Einmündung des Landwehrsiepen eine Linie der Bergischen Landwehr, die das bergische Amt Hückeswagen von dem erst um 1305 von den bergischen Grafen erworbenen Radevormwalder Gebiet trennte. Mit dem daraufhin begonnenen Bau der neuen Landwehrlinie im nördlichen Radevormwald wurde diese nun innere Landwehr vermutlich aufgegeben.
Die bergische Sage des Mondstein hat im Wiebachtal ihren Ursprung. Unmittelbar an dem Ort, wo die Wiebach früher in die Wupper einmündete, lagen drei Felsblöcke. Riesen solle diese zur Überquerung des Flusses benutzt haben. Nach der Inbetriebnahme bzw. Fertigstellung der Talsperre 1989 wurde das Gebiet überflutet, vorher wurde ein Stein gerettet, der jetzt im Radevormwalder Froweinpark ausgestellt ist.
In der Nähe des Wiebachtals stand auch ein S.G.V.-Heim. Dabei handelte es sich ursprünglich um ein Haus der Naturfreunde, einer sozialistischen Gruppierung, die aus der Arbeiterbewegung heraus entstanden ist. 1933 wurde das Haus von den Nationalsozialisten komplett demoliert. Nach dem Zweiten Weltkrieg wurde es dann vom Sauerländischen Gebirgsverein übernommen. Ein Rechtsstreit über die Rückgabe an die Naturfreunde endete ergebnislos.